# Гавриленко Сергій Анатолійович
Сергі́й Анато́лійович Гавриле́нко (6 березня 1980, Хухра, Охтирський район, Сумська область — 12 березня 2022, Харків) — капітан ЗСУ, заступник начальника навчального курсу з морально-психологічного забезпечення інженерно-авіаційного факультету Харківського національного університету Повітряних сил, учасник російсько-української війни.

## Із життєпису
З відзнакою закінчив Хухрянську загальноосвітню школу. Здобув дві вищі освіти — технічну та економічну.
У 2006—2015 роках двічі обирався депутатом Охтирської районної ради. З квітня 2014 року по лютий 2015 року — голова Охтирської районної державної адміністрації Сумської області.
Служив за контрактом у Харківському авіаційному інституті, тричі переукладав контракт.
У 2006 і 2015 роках — кандидат у депутати Сумської обласної ради від партій «Реформи і порядок» та «Українське об'єднання патріотів — УКРОП», у 2019-му — кандидат у народні депутати України у 162 виборчому окрузі, самовисуванець.
З лютого 2022 року - у перших рядах захисників Харкова. Воював в стрілецькому батальйоні. Брав участь у складі зведеного підрозділу ХНУПС на захисті та обороні міста Харків .
Загинув 12 березня 2022 року під Харковом, внаслідок мінометного обстрілу. Залишилися дружина, син та донька.

## Нагороди та вшанування
26 березня 2022 року, за особисту мужність і самовіддані дії, виявлені у захисті державного суверенітету та територіальної цілісності України, нагороджений орденом «За мужність» ІІІ ступеня.